# Chrysogaster semiopaca
Chrysogaster semiopaca är en tvåvingeart som beskrevs av Matsumura 1916. Chrysogaster semiopaca ingår i släktet ängsblomflugor, och familjen blomflugor. Inga underarter finns listade i Catalogue of Life.